# Энглунд, Тоббе
Торбьорн Энглунд (швед. Thorbjörn Englund; род. 13 августа 1979, Лулео) — шведский музыкант, вокалист, гитарист и басист. Ранее работал с такими группами, как Winterlong, Star Queen, Mistheria и Raubtier. На данный момент является участником группы Sabaton.

## Биография
Торбьорн родился 13 августа 1979 года в шведском городке Лулео.
С 1998 года по 2006 участвовал в хеви-метал-группе Winterlong, где был вокалистом, гитаристом и басистом, вместе с которой записал 4 альбома.
С 2002 года по 2004 был гитаристом в группе Star Queen, в этой группе Тоббе участвовал в записи двух студийных альбомов.
В 2006 году участвовал в записи 11 трека из альбома Messenger of the Gods группы Mistheria.
С 2006 года и по сей день участвует в сольном проекте Thorbjörn Englund, где играет классический хэви-метал на всех инструментах, которыми он владеет.
В 2009 году был приглашён бас-гитаристом в индастриал-метал-группу Raubtier. Вместе с Raubtier, Энглунд участвовал в концертном туре по Швеции и снимался в клипе на песню «Achtung Panzer». Покинул группу в 2010 году, когда ему нашли замену.
Весной 2012 года был приглашён соло-гитаристом в хэви-пауэр-метал-группу Sabaton вместе с Крисом Рёландом и Роббаном Бэком, для замены ушедшего из группы Оскара Монтелиуса. Принял участие в международном туре группы Swedish Empire (в котором, помимо Sabaton, принимали участие и его старые друзья из Raubtier). Участвовал в записи сингла «40:1» и видеоальбома Swedish Empire Live. В 2019 году играл гитарное соло в «Fields of Verdun». В феврале 2024 года вновь вернулся в группу для замены ушедшего из группы Томми Юханссона.

## Инструменты
Тоббе использует электрогитары и бас-гитары, в основном, таких фирм, как Fender (Fender Stratocaster, Fender Precision Bass), Gibson (Gibson Les Paul) и других.

## В составе групп
- Winterlong — вокал, гитара, бас-гитара, программирование (1998—2006)
- Star Queen — гитара (2002—2004)
- Mistheria — гитара (сессионно) (2006)
- Thorbjörn Englund — вокал, гитара, бас-гитара, программирование (2006—н.в.)
- Raubtier — бас-гитара (2009—2010)
- Sabaton — гитара, бэк-вокал (2012—2019, с 2024)
- Civil War — гитара (с 2021)

## Дискография
В составе Winterlong
- 2001 — Valley of the Lost
- 2003 — The Second Coming
- 2005 — Winterlong
- 2006 — Metal / Technology

В составе Star Queen
- 2002 — Faithbringer
- 2004 — Your True Self

В составе Mistheria
- 2006 — Messenger of the Gods

В составе Thorbjörn Englund
- 2006 — Influences

В составе Raubtier
- 2009 — Det finns bara krig

В составе Sabaton
- 2013 — Swedish Empire Live
- 2016 — The Last Stand
- 2019 — «Fields of Verdun»